# Сумгаит
Сумгаи́т, или Сумгайыт (азерб. Sumqayıt) — город в Азербайджане на побережье Каспийского моря (северо-запад Апшеронского полуострова), в 31 км к северу от Баку.
Третий по площади город Азербайджана (после Баку и Гянджи) и второй по численности населения. Второй по величине промышленный центр Апшерона.

## Этимология
Наименование встречается в произведении Джами ат-таварих Рашид ад-Дина как наименование племени Сункайт (Сакаит). В период монгольских завоеваний племя упоминается как вставшее на сторону Чингис-хана при распрях племён.

## Наименование
До 1991 город повсеместно именовался Сумгаит. 11 августа 1991 года в русском языке появилось альтернативное написание — Сумгайыт — как транскрипция азербайджанского названия.

## История
Город вырос на месте крошечного селения, через которое проходили торговые пути. Его основополагающей базой стали нефтехимические промышленные объекты, строительство которых началось с 1939 года.
В 1941 году с началом Великой Отечественной войны строительство города было прервано, и возобновлено только с 1944 года.
К 1950 году Сумгаит оформился как крупнейший промышленный город Азербайджана. Новый город фактически был создан с нуля на пустынном взморье Каспия.
Генеральный план города был подготовлен в 1948 году. План застройки жилой зоны был подготовлен Азербайджанским государственным Главным проектным институтом.
В постройке города участвовали пленные немцы.
До 1949 года являлся поселением городского типа. 22 ноября 1949 года получил статус города.
В 1939—1940 годах начата постройка завода синтетического каучука, трубопрокатного и химического заводов.
В 1941 году была сдана в эксплуатацию теплоэлектростанция.
В 1944 году начато строительство химического и металлургического заводов.
В 1945 году Сумгаитский химический завод стал выпускать первую продукцию.
В 1952 году первую продукцию выпустил Азербайджанский трубопрокатный завод, что послужило развитию чёрной металлургии в Азербайджане. Также в 1952 году введён в строй Сумгаитский каучуковый завод.
В 1953 году началась плавка стали в мартеновских печах.
В 1955 году введён в строй Сумгаитский алюминиевый завод.
С 1957 по 1959 год в городе строятся научно-исследовательские институты и центры культуры.
В 1960 году начато строительство нефтехимического комбината.
С 1961 по 1968 год начали производство кирпичный завод, комбинат полимерных строительных материалов, завод суперфосфата.

В 1970—1980-х годах в городе развивалась лёгкая и машиностроительная отрасль. Сдан в эксплуатацию Сумгаитский завод компрессоров.

## Население

### Численность населения
В 2005 году население составляло 296,7 тысячи человек. В период 2008—2012 гг. в среднем за год в городе рождалось 5 466 человек (в 2012 году 7 416 человек), умирал 1 681 человек (в 2012 году 1 781 человек). Ежегодный естественный прирост составлял 3 785 человек (в 2012 году 5 635 человек).
В период с 2009 по 2012 годы естественный прирост населения обеспечивал 90 % всего прироста, 10 % обеспечило положительное сальдо миграции. 
На 1 января 2013 года население города составило 325,2 тысячи человек.
На 1 октября 2021 года численность населения составила 347 000 чел.
На 1 января 2022 года население города составило 346 812 чел. Из них 309 132 чел. проживают в городе, 13 770 чел. — в посёлке городского типа Джорат, 23 910 чел. — в посёлке Гаджи Зейналабдин.
Численность населения 
 (тыс. чел.)
| Год         | 2015  | 2017  | 2018  | 2019  | 2020  | 2021  |
| ----------- | ----- | ----- | ----- | ----- | ----- | ----- |
| Численность | 336,2 | 341,2 | 343,1 | 345,3 | 346,4 | 346,8 |

### Национальный состав
Согласно переписи населения 2009 года, в городе проживало 309 446 человек, из них: 302 461 азербайджанец (97,74 %), 3488 лезгин (1,13 %), 2143 русских (0,69 %), 475 талышей (0,15 %), 179 турок (0,06 %), 116 татар (0,04 %), 96 татов (0,03 %), 94 украинца (0,03 %), 60 евреев (0,02 %) и 334 представителя других национальностей.

### Население города в середине и конце XX века

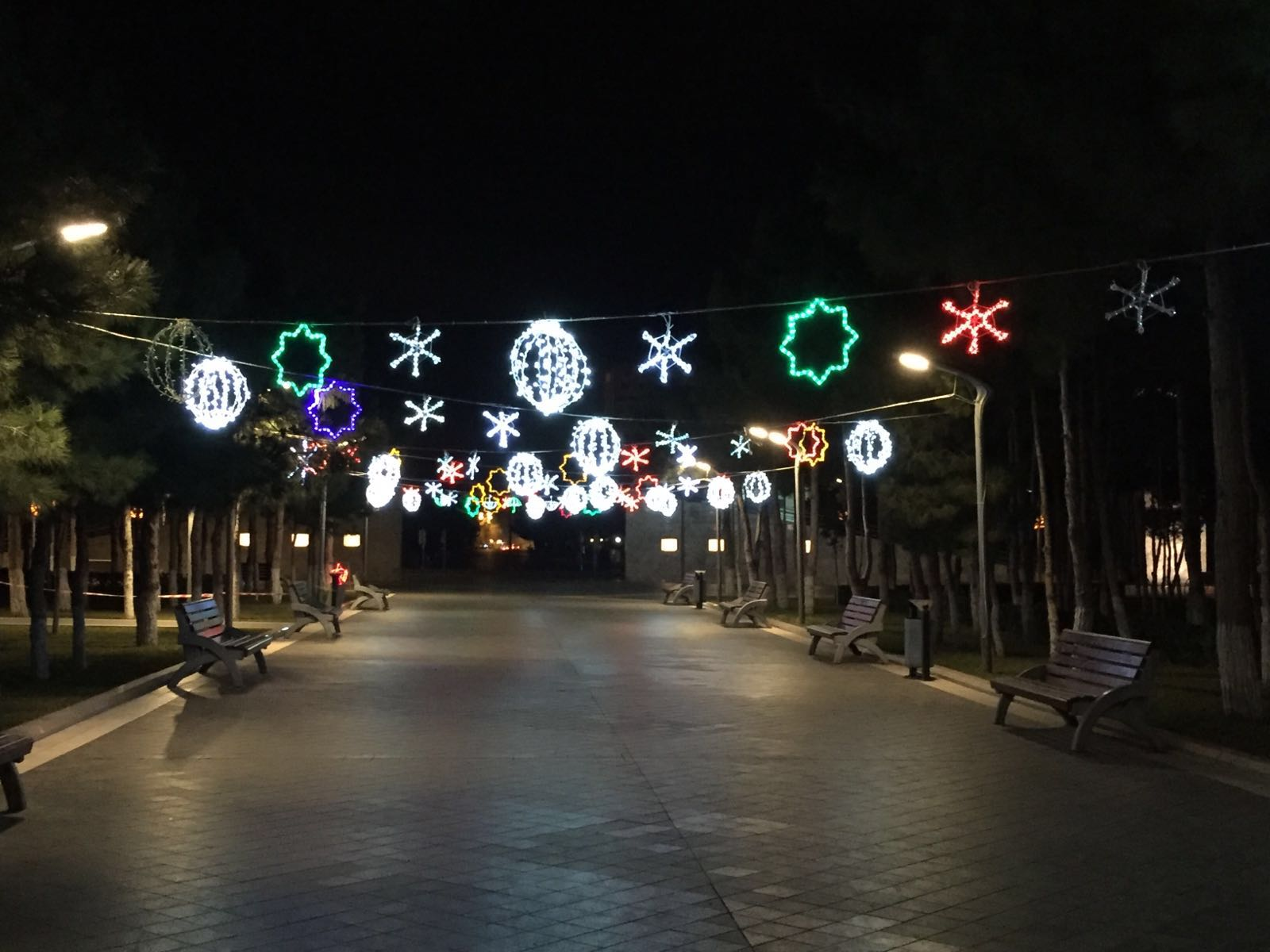
Парк Гейдара Алиева в Сумгаите

Упоминание о Сумгаите встречается у британского журналиста Томаса де Ваала, выпустившего в 2005 году художественно-документальную книгу «Чёрный сад» об истории карабахского конфликта:

Первыми его жителями были самые низы советского общества — зэки — политические заключённые, выпущенные из сталинских лагерей; азербайджанцы, покинувшие Армению, куда стали в массовом порядке возвращаться армяне-репатрианты; а также обнищавшие армянские рабочие из Карабаха…
К 1960 году население нового города выросло до 65 тысяч человек.
К 1980-му население города составило уже четверть миллиона человек, в городе стала остро ощущаться нехватка жилья. Рабочие ютились в перенаселённых общежитиях. Городские химические предприятия были среди худших в СССР по уровню загрязнения окружающей среды. Детская смертность была столь высока, что в Сумгаите возникло даже отдельное детское кладбище.
Офицер управления профилактической службы МВД СССР Виктор Кривопусков в своей книге «Мятежный Карабах» в 1988 году пишет: «Из 250-тысячного городского населения около 18 тысяч были армяне. Строительству жилья, созданию соответствующей социальной сферы здесь внимания практически не уделялось. Десятки тысяч горожан жили в подвалах, в самовольно построенных и неприспособленных лачугах в так называемом районе Нахалстрой. Сумгаитские азербайджанцы являлись, в основном, выходцами из сельских районов, составляли наименее образованный и квалифицированный состав работающих, среди них была большая текучесть кадров, высокий уровень безработицы, правонарушений, пьянства, наркомании…»

###### Сумгаитский погром
27—29 февраля 1988 года в Сумгаите произошёл погром армянского населения города, жертвами которого стали, по разным оценкам, от нескольких десятков до нескольких сотен человек.

## Экономика

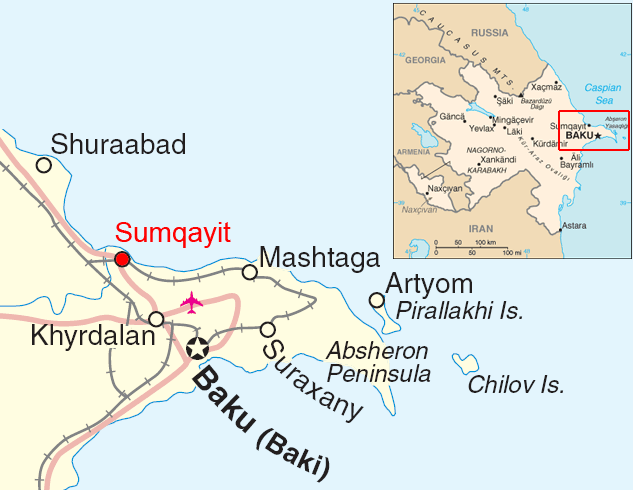
Сумгаит на карте Апшеронского полуострова

Ранее входил в состав Апшеронского экономического района. С 7 июля 2021 года входит в состав Апшерон-Хызынского экономического района.
После распада СССР Сумгаит стал вторым по величине промышленным центром Азербайджана после Баку. Некоторые из наиболее крупных компаний, работающих в городе, — это Azerpipe, Azeraluminium, Sumgait Aluminium, Sumgait Superphosphate, производитель стекла ОАО Khazar, Сумгаитский трикотажный завод и Sumgait Compressors, многие из которых были приватизированы.
Работают 38 банков (DemirBank ASC, TuranBank ASC, International Bank of Azerbaijan, Unibank, Bank Standart, Kapital Bank, Texnika Bank, Access Bank, Xalq Bank, Express Bank, AtaBank, Bank Repspublika, Bank of Baku, Bank of Azerbaijan, Rabita Bank, Zamin Bank, ASE, Amrah Bank и другие).
В 2009 году создан Сумгаитский технологический парк. В 2011 году создан Сумгаитский химический промышленный парк.
18 июля 2018 года в Сумгаите открыт полипропиленовый завод «SOCAR Polymer».
16 января 2019 года введён в эксплуатацию завод «SOCAR карбамид».
18 февраля 2019 года открыт завод по производству полиэтилена высокой плотности «SOCAR Polymer».

## Транспорт

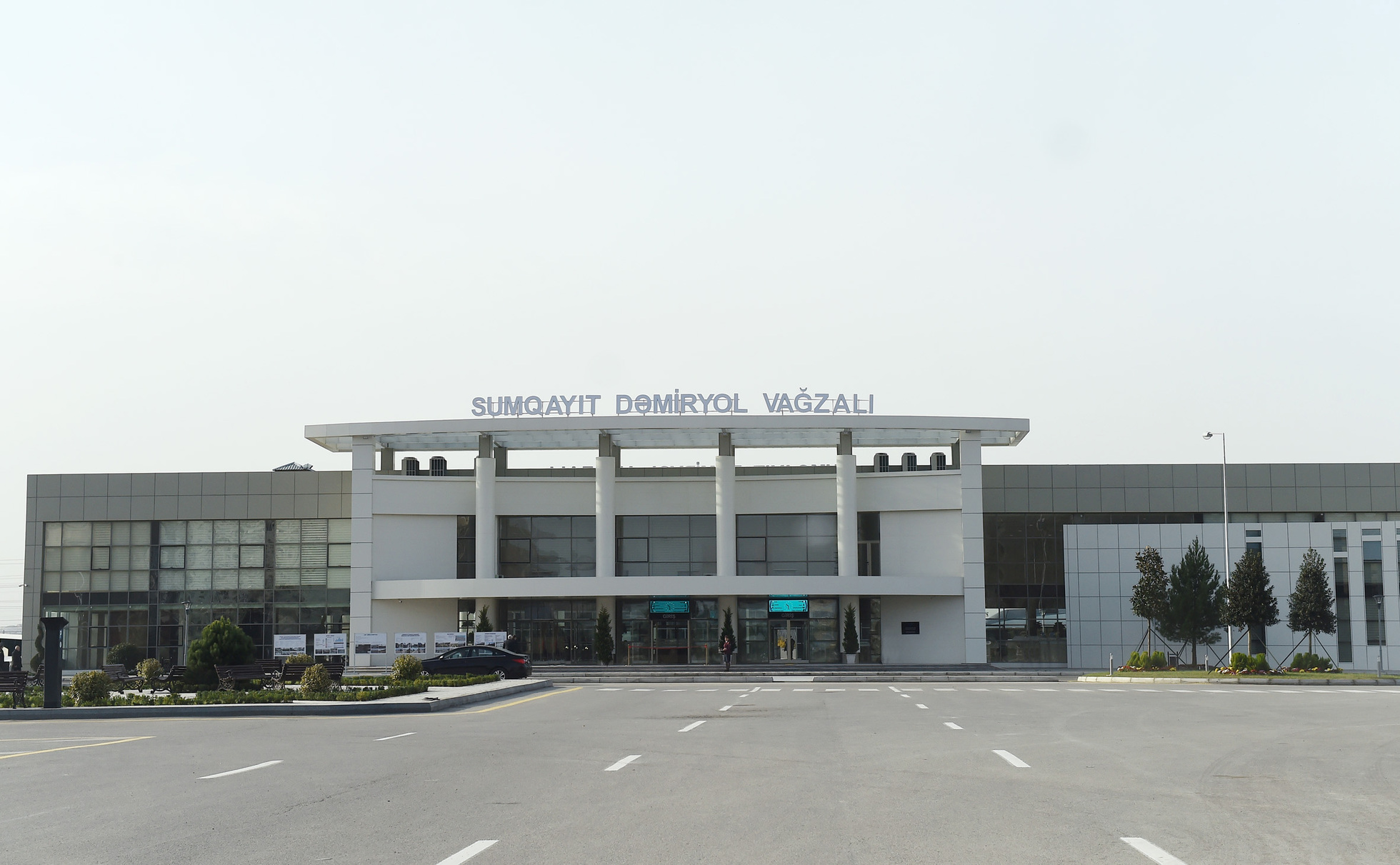
Сумгаитский вокзал

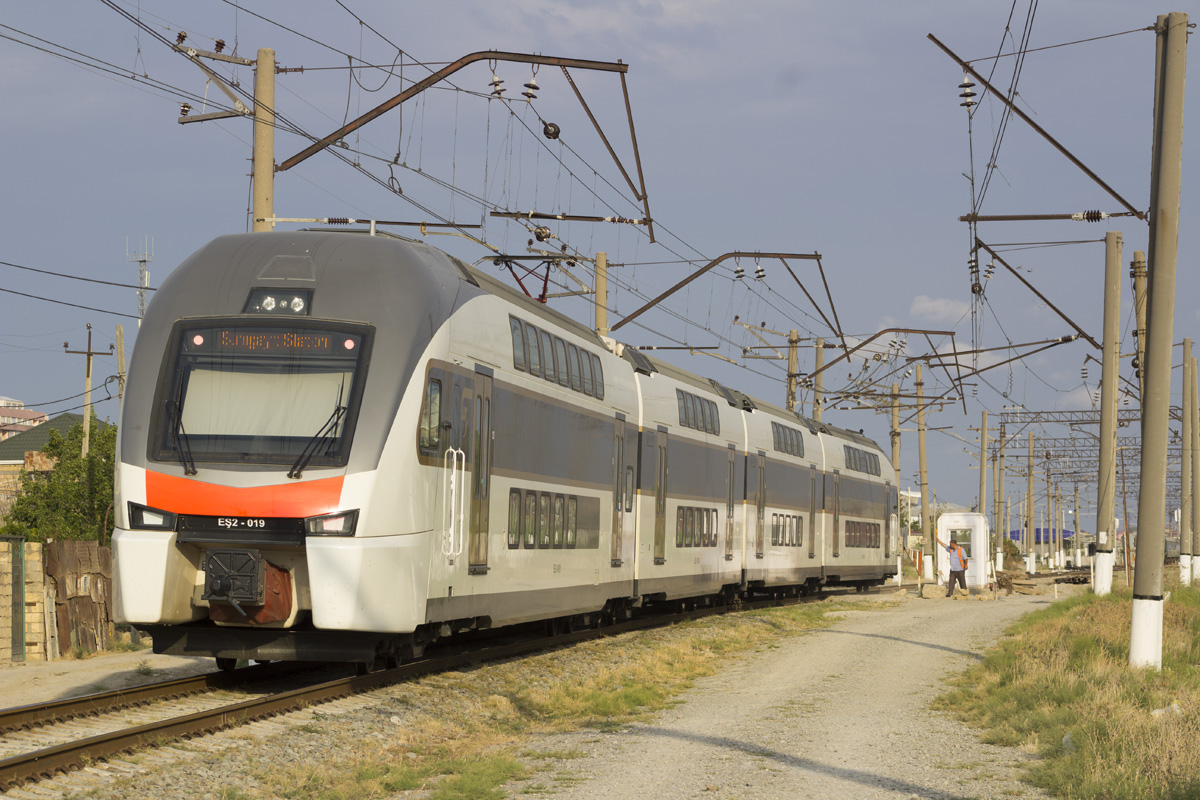
Электропоезд ЭШ2-019 на станции Сумгаит

С 28 апреля 1961 года по 1 января 2006 года в городе функционировала троллейбусная система, с 1959 по 2003 год — трамвайная. В настоящее время ни трамваи, ни троллейбусы в городе не работают. Курсируют автобусы, маршрутные такси и обычные такси.
С 2015 года между Баку и Сумгаитом в качестве пригородного экспресса стали курсировать новые двухэтажные скоростные электропоезда серии ЭШ2.

## Образование
Действует 58 дошкольных учреждений, 52 общеобразовательных учреждения, 13 профессиональных и музыкальных училищ, Сумгаитская частная турецкая средняя школа.
Единственным университетом в городе является Сумгаитский государственный университет. В университете действуют семь кафедр. Обучается около 4 000 студентов.

## Архитектура

Жилые дома

Памятник «Голубь Мира»

Первые исследования по архитектуре и градостроительству Сумгаита проводились азербайджанским и советским учёным, академиком Международной академии архитектуры стран Востока (1993), заслуженным архитектором Азербайджанской ССР (1975) Кямалом Мамедбековым.
Особенностью города является то, что в нём нет улиц, в привычном понимании. Весь город разбит на микрорайоны — и поэтому адрес звучит здесь так же, как и телефонный номер. Например 12 — 65 — 12, то есть: 12-й микрорайон, дом 65 и квартира 12.
В городе имеются 4 общежития, железнодорожный вокзал, автовокзал, церковь, 9 полицейских участков, 8 пожарных участков МЧС. Действуют 170 предприятий общественного питания, в том числе: 70 ресторанов, 65 кафе, 7 пунктов быстрого питания.
За последние годы Сумгаит существенно улучшил свой внешний облик. 
Произведена глобальная реконструкция всего города: полностью сделана набережная, отреставрированы парки, центральные улицы. В 2012 году была проведена генеральная реконструкция всех очистных сооружений — канализационные трубы были отведены от прибрежной линии, что позволило очистить побережье Сумгаита и его окрестностей. Тогда же были покрашены и облагорожены множество домов, открыты детские спортивные коробки, поля и олимпийские объекты.
В 2016 году все сумгаитские дома обзавелись новыми красными крышами, а многие девятиэтажные здания — новыми, современными лифтами. Некоторые виды города уже напоминают средиземноморский курорт. Недалеко от города находится сеть пляжей Новханы (24 городских пляжа). Тут тоже ремонтируют дороги, благоустраивают территорию и строят современные, комфортные места для отдыха.

### Достопримечательности

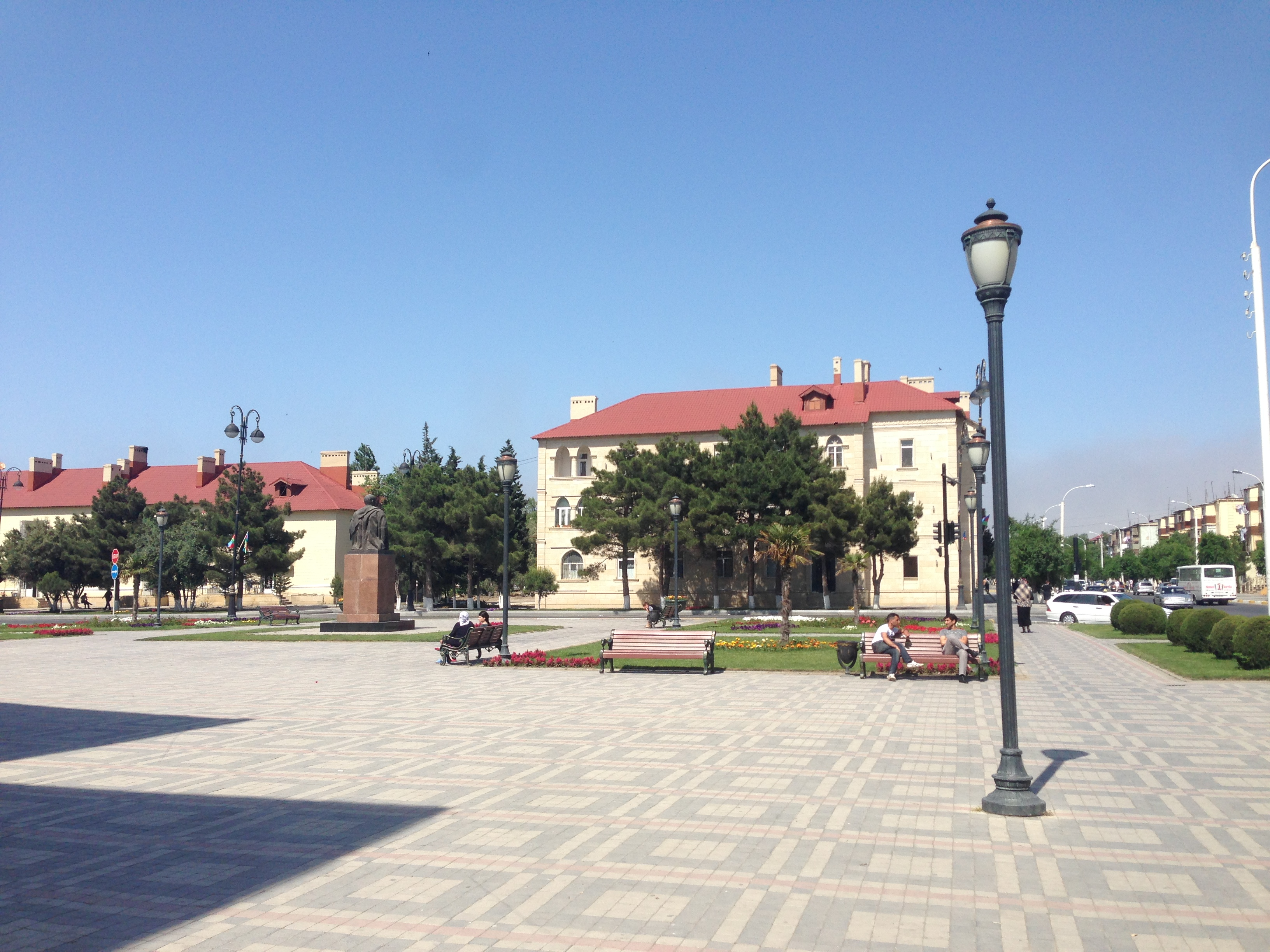
Дома в Сумгаите

Набережный бульвар, 5 высотных домов, 27 отелей (в том числе отель-аквапарк AF Hotel).
В период строительства города при подземных работах были обнаружены остатки древнего населённого пункта и караван-сарая.

## Культура
Действуют два музея, в том числе Музей истории города, пять театров, в том числе единственный в Азербайджане театр кукол на воде, 18 кинотеатров, 8 домов культуры, 16 клубов, 12 библиотек.

## Спорт
Имеются два стадиона — имени Мехди Гусейнзаде и «Иншаатчи», центральная теннисная арена, состоящая из четырёх кортов. Построено 10 олимпийских спорткомплексов, в том числе один паралимпийский.
В городе тренируется футбольный клуб «Сумгаит», выступающий в премьер-лиге. Команда играет на стадионе им. М. Гусейнзаде вместимостью 16000 человек. Есть также футзальная команда «Сумгаит». В городе развиваются плавание, спортивная борьба, дзюдо, тяжёлая и лёгкая атлетика, тхэквондо, каратэ, бокс, баскетбол, волейбол, футбол, футзал, гандбол, водное поло и другие виды спорта.
7 декабря 2024 года в Сумгаитском паралимпийском спортивном комплексе будут проведены Детские паралимпийские игры. В играх примет участие более 130 детей. Соревнования будут организованы в парадзюдо, паратхэквондо, парапауэрлифтинге, параплавании, паранастольном теннисе, боджиа.

## Здравоохранение
В Сумгаите насчитывается 40 медицинских учреждений, в том числе: 17 больниц на 1622 койки, 33 поликлиники, в том числе 4 детские поликлиники, 4 отделения станции скорой помощи, 3 родильных дома, 2 глазных центра.

## Экология
В период ССР в городе работало множество заводов, что не могло не сказаться на экологии города.
В 1969 году Государственной метеорологической службой начаты наблюдения по уровню загрязнения воздуха.
В 1994 году, после распада СССР, журнал «Azerbaijan International» опубликовал статью о тяжёлой экологической ситуации в Сумгаите. В 2007 году Блэксмитовский институт включил Сумгаит в десятку самых загрязнённых городов на планете из-за загрязнения воздуха предприятиями химической промышленности. Однако при этом сами учёные Блэксмитовского института не производили новых изысканий и опубликовали свои рейтинги, основываясь на советских показателях и данных статьи за 1994 год.
Ситуация к 2007 году радикально изменилась, поскольку большинство заводов полностью остановило свою работу. Если в 1990 году (учитывая, что в то время в Сумгаите действовала большая часть предприятий Азербайджана) в атмосферу выбрасывалось 74 003 тонн вредных отходов, то в 2006 году этот показатель составлял 11 368 тонны. Объём твёрдых отходов города в 1990 году составлял 165 144 тонн, а в 2006 году — 2198 тонн. Объём сточных вод в 1992 году составлял 233,6 миллиона кубометров, а в 2006 году он сократился до 76,9 кубических метров.
Для охраны окружающей среды города периодически проводятся исследования. Исследования осуществляют лаборатория местного отдела по загрязнению окружающей среды Министерства экологии и природных ресурсов Азербайджана, 3 стационарно-контрольных пункта службы гидрометеорологии, лаборатории центральных мониторинговых служб, лаборатория местного санитарно-эпидемиологического центра Министерства здравоохранения. Проводятся работы по озеленению города.
В настоящее время экологические показатели не выходят за пределы санитарных норм.

## Главы
| # | ФИО              | Срок полномочий                   |
| - | ---------------- | --------------------------------- |
| 1 | Эльдар Исмаилов  | октябрь 1991 — 2 июля 1992        |
| 2 | Юсиф Севдималиев | 2 июля 1992 — 12 сентября 1993    |
| 3 | Шакир Абышов     | 12 сентября 1993 — 28 июня 2000   |
| 4 | Тевеккул Мамедов | 28 июня 2000 — 2 апреля 2003      |
| 5 | Вагиф Алиев      | 18 апреля 2003 — 18 февраля 2011  |
| 6 | Эльдар Азизов    | 18 февраля 2011 — 2 сентября 2015 |
| 7 | Закир Фараджов   | со 2 сентября 2015 — в должности  |

## Города-побратимы

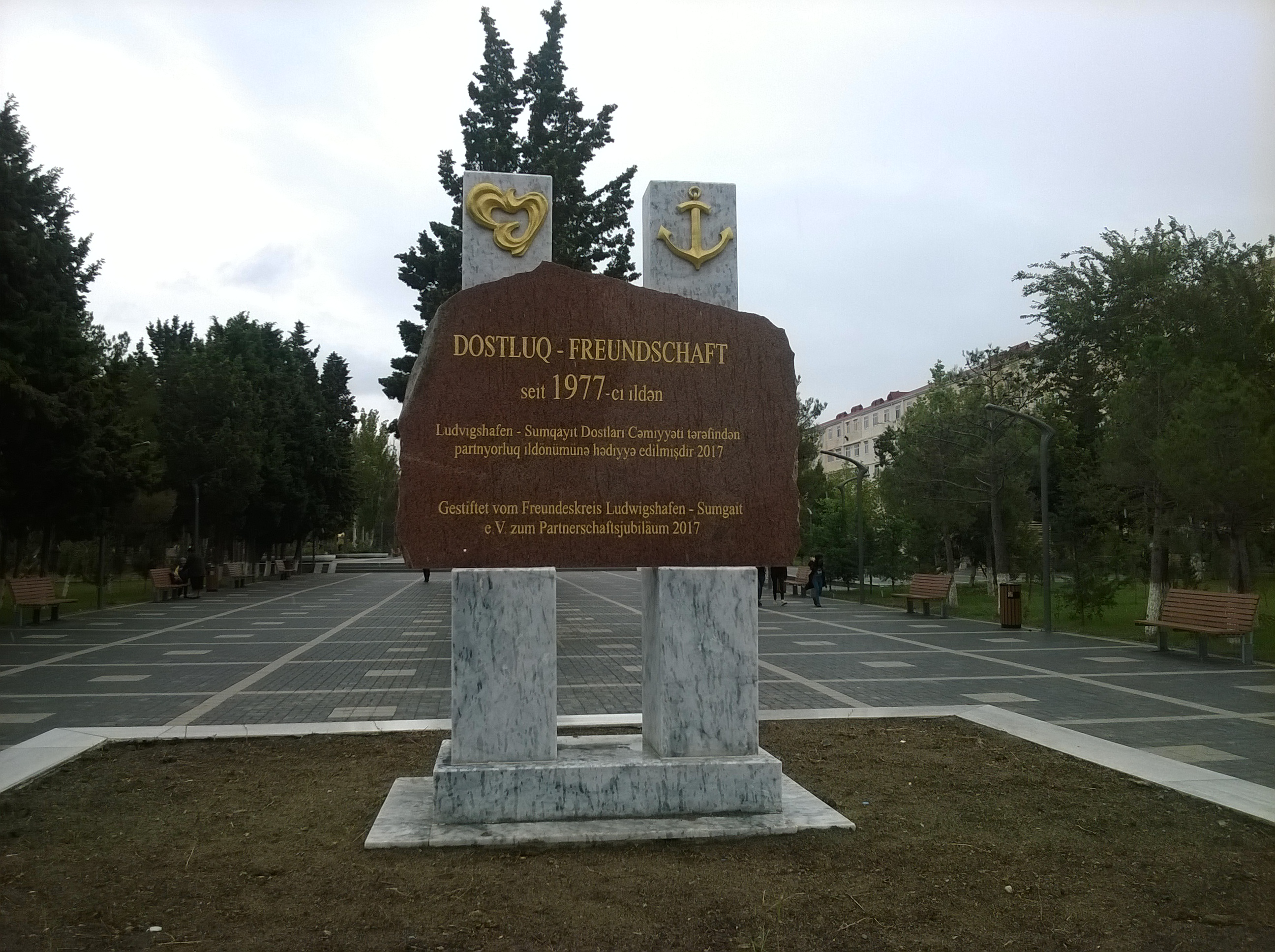
Памятник в честь юбилея дружбы с городом Людвигсхафеном

- Казахстан, Актау[34][35]
- Германия, Людвигсхафен
- Румыния, Питешти[36]
- Украина, Черкассы
- Австрия, Линц
- США, Даллас
- Италия, Бари
- Италия, Генуя
- Грузия, Рустави
- Беларусь, Могилёв
- Китай, Чжучжоу
- Турция, Джейхан
- Россия, Невинномысск[37]
- Россия, Домодедово

## Галерея

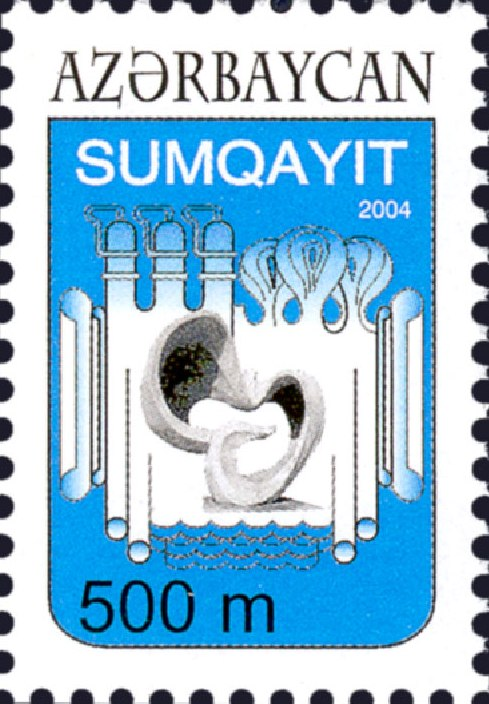
Азербайджанская марка, посвящённая Сумгаиту

Ботанический парк у моря
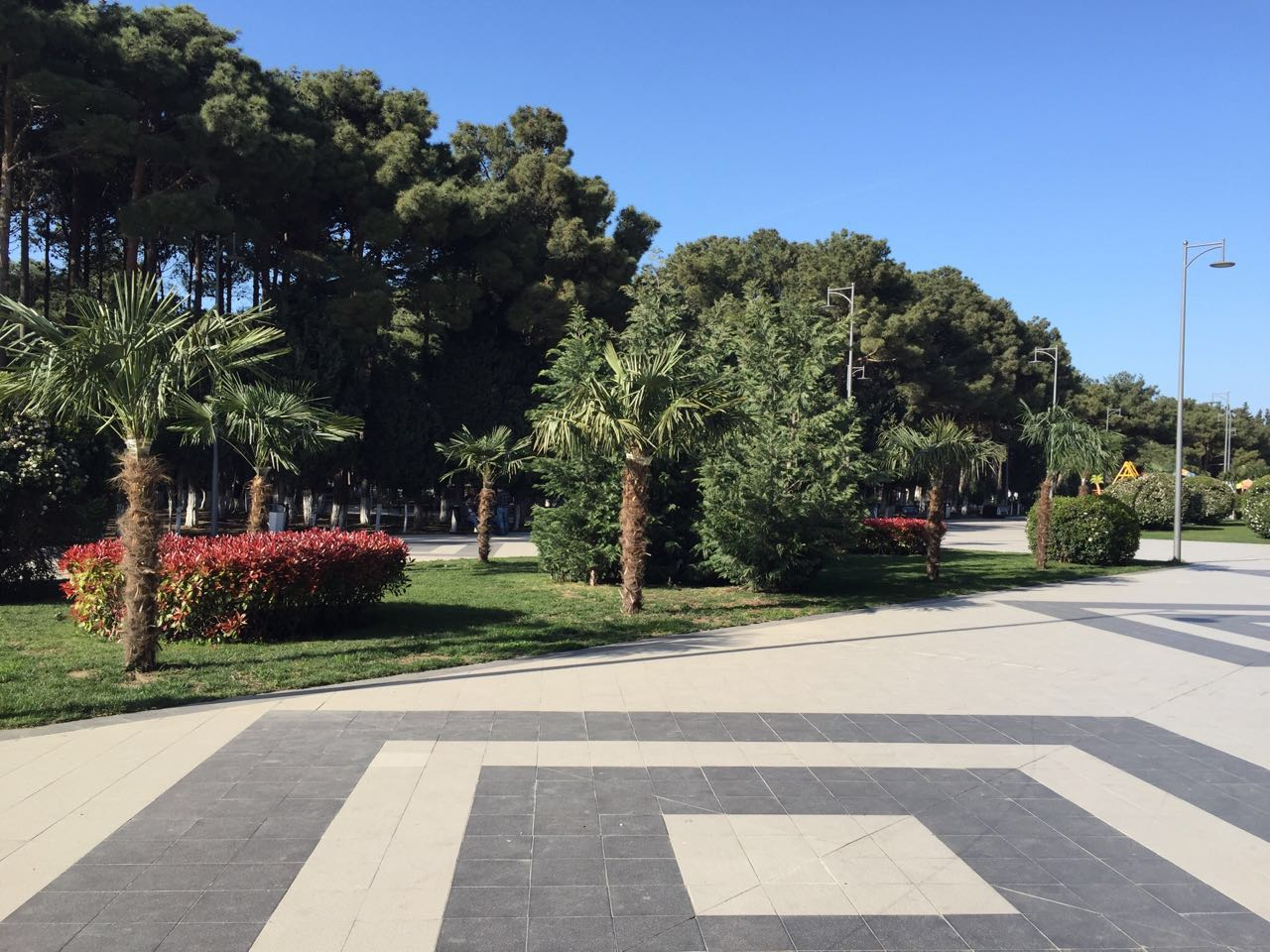
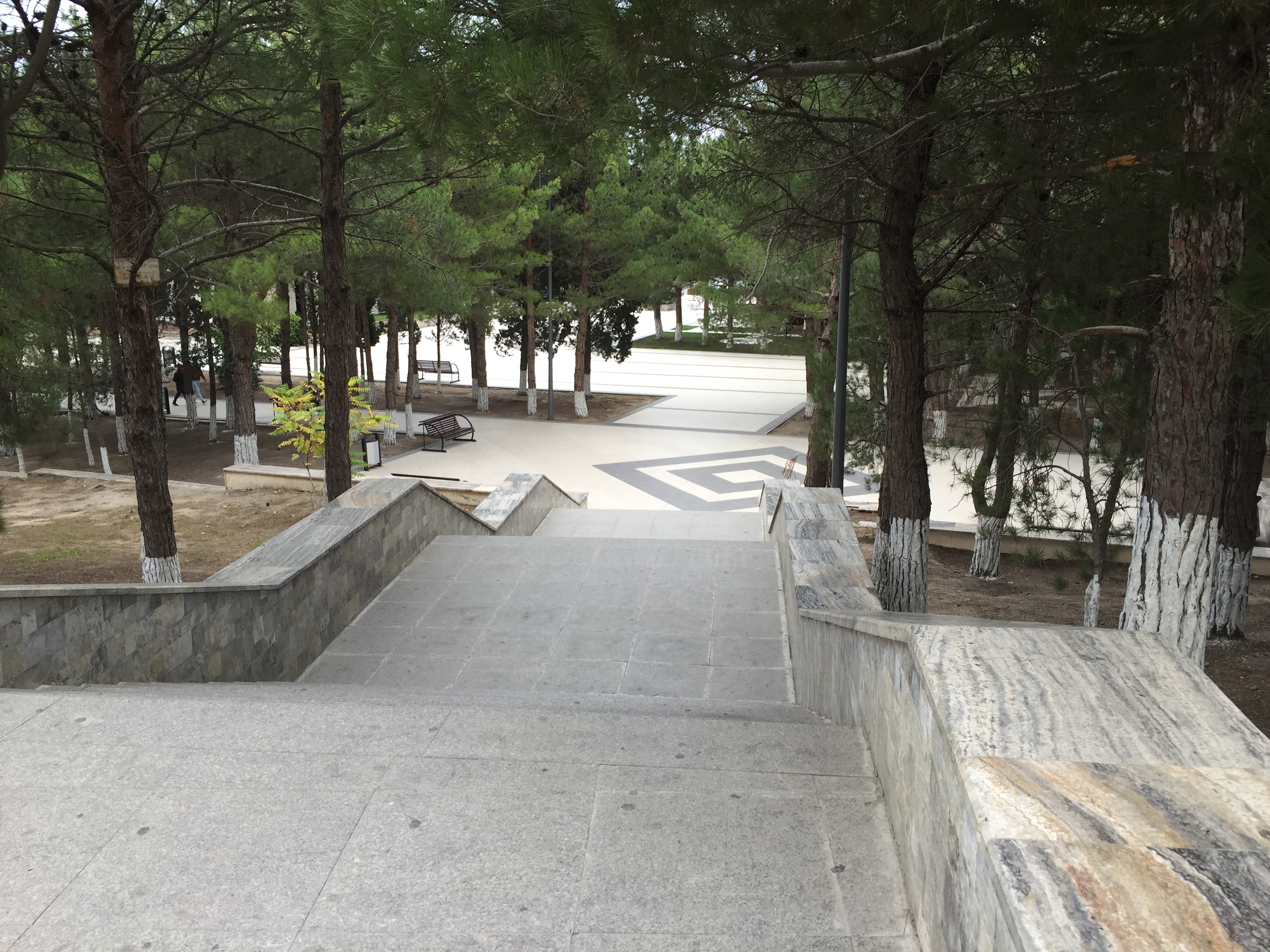
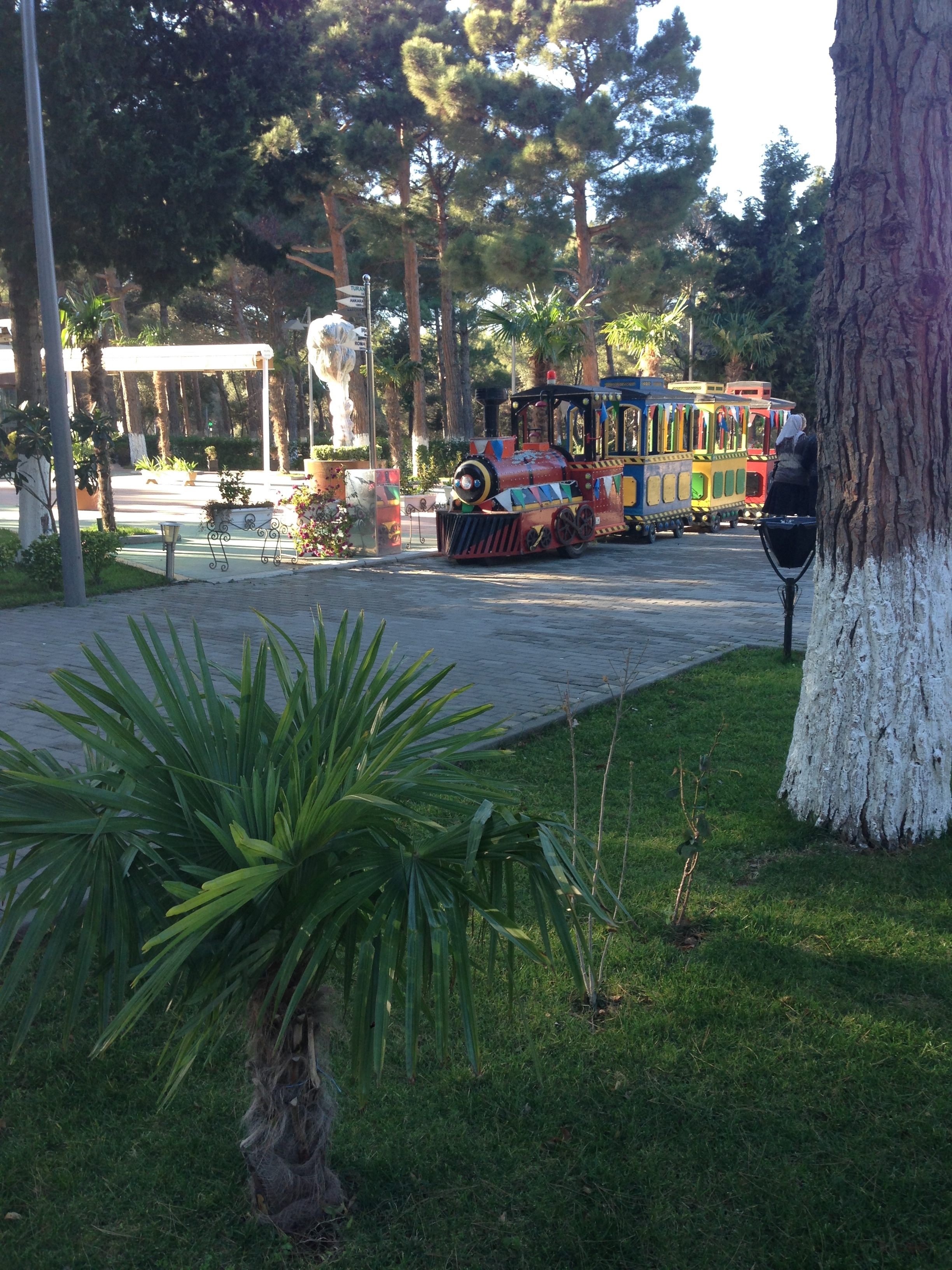
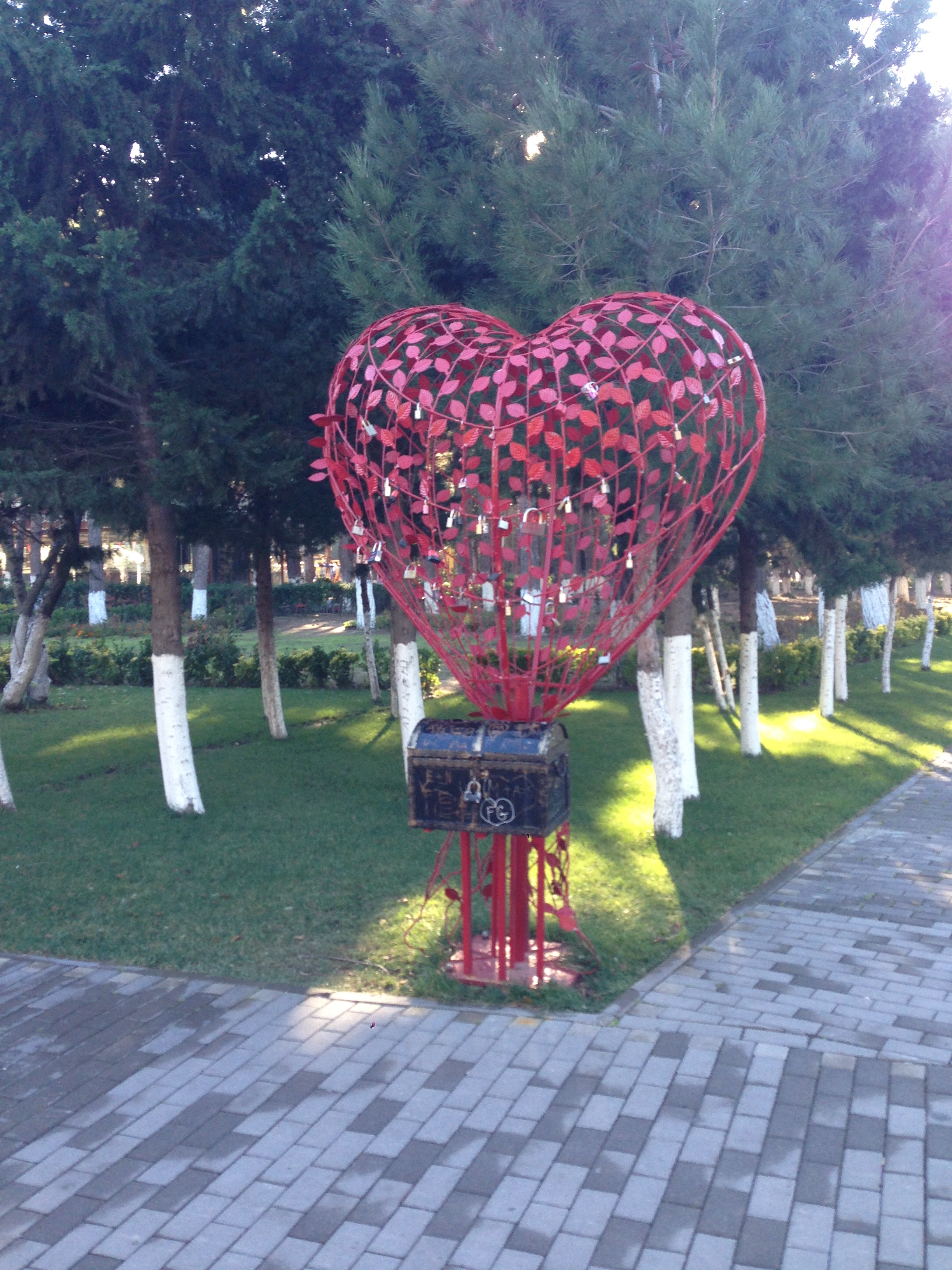